# Comando Norte dos Estados Unidos

Área de responsabilidade do NORTHCOM (em azul)

O Comando Norte dos Estados Unidos (USNORTHCOM) é um dos onze comandos de combate unificados do Departamento de Defesa dos Estados Unidos. O comando tem a missão de fornecer apoio militar às autoridades não militares nos EUA e proteger o território e os interesses nacionais dos Estados Unidos dentro do território continental dos Estados Unidos, Porto Rico, Canadá, México, Bahamas e as aproximações aéreas, terrestres e marítimas a essas áreas, É o comando militar dos EUA que, se necessário, seria o principal defensor contra uma invasão dos EUA.
O USNORTHCOM foi criado em 25 de abril de 2002, após a aprovação do Plano de Comando Unificado pelo então presidente americano George W. Bush, após os ataques de 11 de setembro de 2001. O USNORTHCOM entrou em operação em 1º de outubro de 2002.

## Criação e missão
O USNORTHCOM foi criado em 25 de abril de 2002, quando o presidente americano George W. Bush aprovou o novo Plano de Comando Unificado, e atingiu a sua capacidade operacional inicial em 1 de outubro de 2002.

## Missão
De acordo com o Plano de Comando Unificado, a missão do Comando Norte é:
- Conduzir operações para dissuadir, prevenir e derrotar ameaças e agressões dirigidas aos Estados Unidos, seus territórios e interesses dentro da área de responsabilidade designada e,
- Conforme orientação do presidente ou do secretário de Defesa, prestar assistência militar a autoridades não militares, incluindo operações de gestão de consequências.

## Área de responsabilidade
A Área de Responsabilidade (AOR) do USNORTHCOM inclui aproximações aéreas, terrestres e marítimas e abrange os Estados Unidos continentais, Canadá, México e as águas circundantes até aproximadamente 500 milhas náuticas (930 km). Também inclui o Golfo do México, o Estreito da Flórida, partes da região do Caribe, incluindo as Bahamas, Porto Rico, as Ilhas Virgens Americanas, as Ilhas Virgens Britânicas, as Bermudas e as Ilhas Turcas e Caicos. O comandante do USNORTHCOM é responsável pela cooperação em matéria de segurança no teatro de operações com o Canadá, o México e as Bahamas. Em maio de 2011, o NORTHCOM foi mobilizado após o derramamento de petróleo da BP no Golfo do México para fornecer apoio aéreo, terrestre e logístico. Em outubro de 2014, o NORTHCOM assumiu o controle administrativo do Comando do Alasca. Em junho de 2025, a área de responsabilidade da Groenlândia foi transferida do USEUCOM para o USNORTHCOM.

## Estrutura organizacional

### Sede

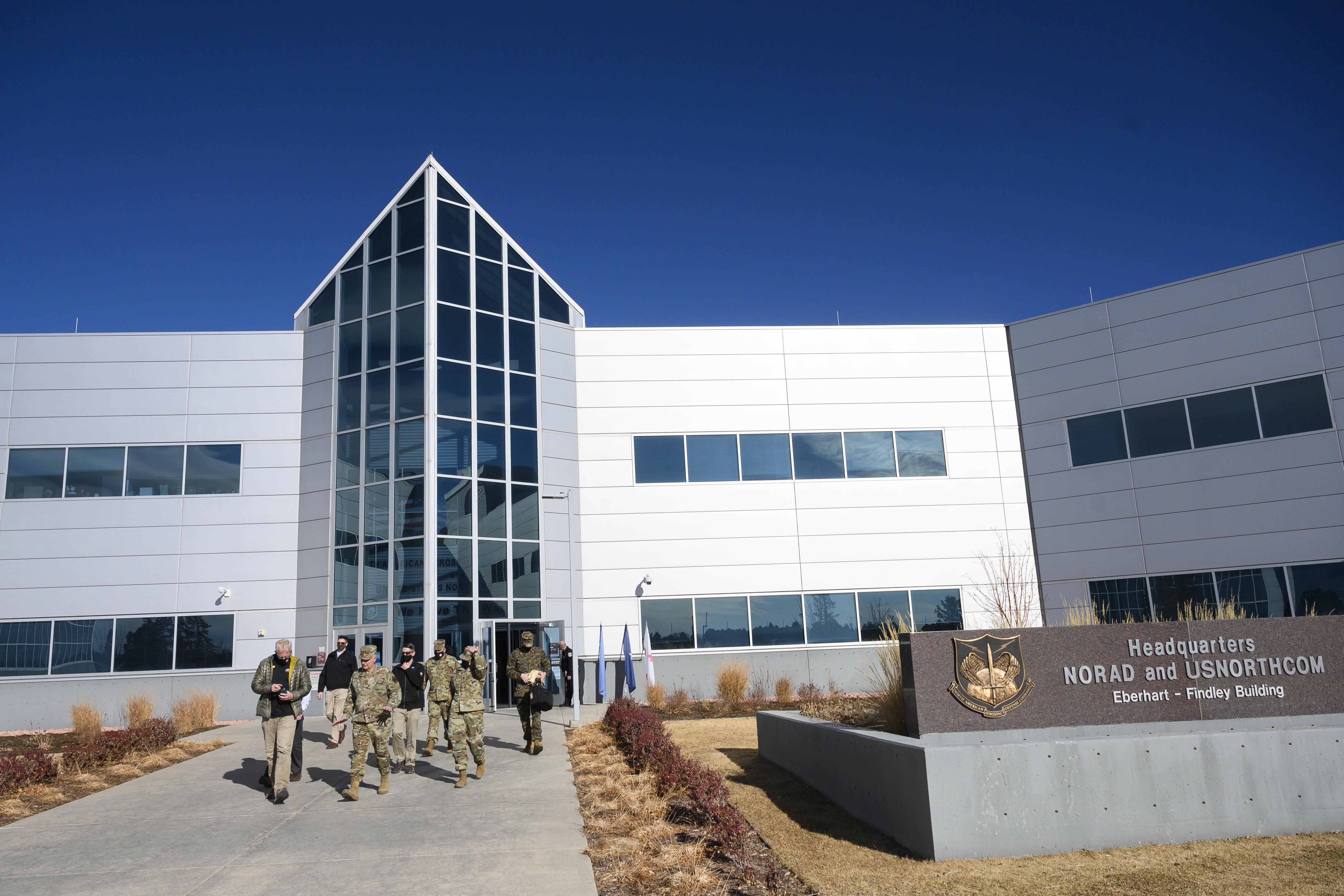
Sede do NORAD-USNORTHCOM no Edifício Eberhart-Findley, na Base Espacial Peterson

O comandante do Comando Norte dos Estados Unidos é simultaneamente comandante do Comando de Defesa Aeroespacial da América do Norte (NORAD). Os dois estão localizados na Base da Força Espacial Peterson, em Colorado Springs, Colorado. O general Ralph Eberhart foi o primeiro comandante do CDRUSNORTHCOM.
A sede do USNORTHCOM conta com aproximadamente 1.200 funcionários uniformizados e civis. No seu primeiro período de organização, em 2002-2003, uma das prioridades era contratar pessoal civil que pudesse ajudar a responder a um ataque com armas de destruição em massa e coordenar a recuperação em caso de catástrofe.

### Comandos de componentes
| Emblema | Comando                                                                                 | Sigla          | Comandante                      | Estabelecido           | Quartel-general                                     | Comandos subordinados |
| ------- | --------------------------------------------------------------------------------------- | -------------- | ------------------------------- | ---------------------- | --------------------------------------------------- | --- |
|         | Exército dos Estados Unidos do Norte Comando de Componentes de Força Terrestre Conjunta | ARNORTH        | Tenente-general Allan Pepin     | 11 de junho de 1946    | Base Conjunta San Antonio – Fort Sam Houston, Texas | - Atividade de Treinamento de Apoio Civil - Força-Tarefa 46 - Força-Tarefa 51 - Força-Tarefa 76 - 323ª Banda do Exército - 505ª Brigada de Inteligência Militar - 263º Comando de Defesa Aérea e de Mísseis do Exército - 3º Comando de Apoio Logístico (Expedicionário) - 377º Comando de Apoio Logístico de Teatro |
|         | Forças do Corpo de Fuzileiros Navais do Norte dos EUA                                   | MARFORNORTH    | Tenente-general Roberta L. Shea | 16 de dezembro de 1946 | Base Naval de Norfolk, Virgínia                     | - II Força Expedicionária dos Fuzileiros Navais - Regimento de Força de Segurança do Corpo de Fuzileiros Navais - Força de Resposta a Incidentes Químico-Biológicos - Grupo de Cooperação em Segurança do Corpo de Fuzileiros - Batalhão de Comando e Serviços                                                       |
|         | Comando das Forças da Frota dos EUA Comando de Componentes Marítimos Conjuntos          | NAVNORTH       | Almirante Daryl L. Caudle       | 1º de janeiro de 1906  | Atividade de Apoio Naval Hampton Roads, Virgínia    | - 2ª Frota dos Estados Unidos - Força Aérea Naval do Atlântico - Comando da Força de Superfície Naval do Atlântico - Comando da Força Submarina do Atlântico - Comando de Combate Expedicionário da Marinha - Comando de Munições da Marinha do Atlântico                                                            |
|         | Primeira Força Aérea / Forças Aéreas do Norte Comando de Componentes Aéreos Conjuntos   | 1 AF (AFNORTH) | Tenente-general M. Luke Ahmann  | 1º de novembro de 2007 | Base Aérea de Tyndall, Flórida                      | - Setor de Defesa Aérea Oriental - Setor de Defesa Aérea Ocidental - 601º Centro de Operações Aéreas - Centro de Coordenação de Resgate da Força Aérea - Diretoria de Preparação para Emergências de Segurança Nacional da AFNORTH - Patrulha Aérea Civil                                                            |

### Comandos unificados subordinados
| Emblema | Comando                              | Acrônimo | Comandante                            | Estabelecido           | Sede                                       | Comandos Subordinados |
| ------- | ------------------------------------ | -------- | ------------------------------------- | ---------------------- | ------------------------------------------ | --- |
|         | Comando do Alasca                    | ALCOM    | Tenente-General Case Cunningham, USAF | 15 de novembro de 1945 | Base Conjunta Elmendorf-Richardson, Alasca | - 11ª Divisão Aerotransportada - Décima primeira Força Aérea Não existe uma componente da Marinha dos Estados Unidos na ALCOM. O 17.º Distrito da Guarda Costeira dos Estados Unidos trabalha em estreita colaboração com a ALCOM e atua, de facto, como sua componente marítima. |
|         | Comando de Operações Especiais Norte | SOCNORTE | Coronel Matthew P. Tucker, EUA        | 5 de novembro de 2013  | Base da Força Espacial Peterson, Colorado  | |

### Força-tarefa conjunta permanente
| Emblema | Comando                                                         | Acrônimo  | Comandante                              | Estabelecido           | Sede                                   |
| ------- | --------------------------------------------------------------- | --------- | --------------------------------------- | ---------------------- | -------------------------------------- |
|         | Quartel-General da Força Conjunta da Região da Capital Nacional | JFHQ-NCR  | Major General Trevor J. Bredenkamp, EUA | 22 de setembro de 2004 | Forte Lesley J. McNair, Washington DC  |
|         | Força-Tarefa Conjunta – Apoio Civil                             | JTF-CS    | Coronel Tanya S. McGonegal, ARNG        | Outubro de 1999        | Base Conjunta Langley-Eustis, Virgínia |
|         | Força-Tarefa Conjunta Norte                                     | JTF-Norte | Major-General Henry S. Dixon, ARNG      | Novembro de 1989       | Fort Bliss, Texas                      |
|         | Força-Tarefa Conjunta 51                                        | JTF-51    | Major-General Scott M. Sherman, ARNG    | 2005                   | Base Conjunta San Antonio              |

## Comandantes

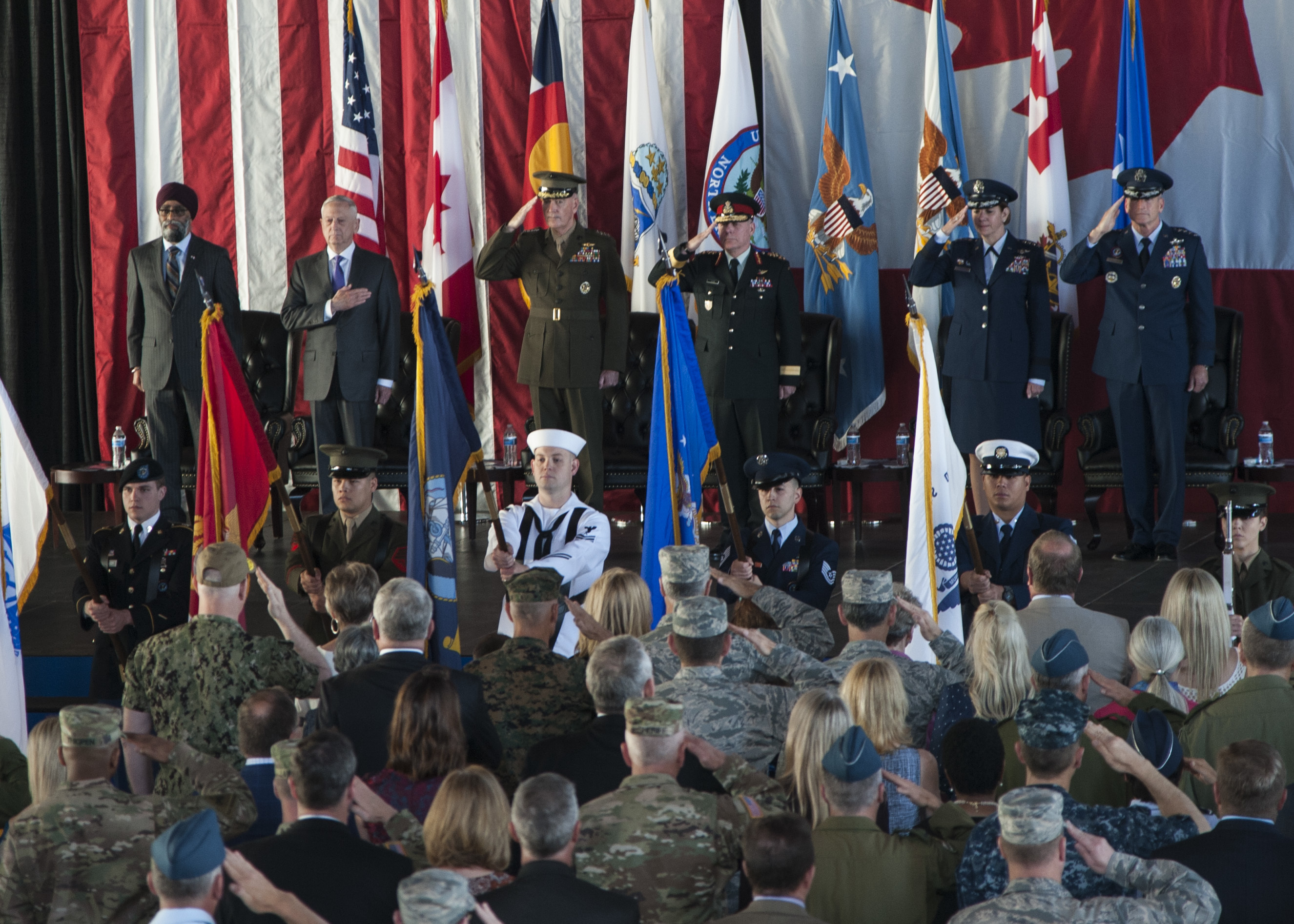
Os participantes prestam homenagem durante a execução do hino nacional americano na cerimônia de troca de comando do NORAD-USNORTHCOM em 23 de maio de 2018

O comandante do Comando Norte dos Estados Unidos é um general ou almirante de quatro estrelas das Forças Armadas dos Estados Unidos que atua como chefe de todas as forças militares americanas dentro da área geográfica de responsabilidade do comando. O comandante do Comando Norte dos Estados Unidos atua simultaneamente como comandante do Comando de Defesa Aeroespacial da América do Norte (NORAD) e é o chefe de todas as forças operacionais militares aeroespaciais conjuntas dos Estados Unidos e do Canadá, estacionadas nos territórios norte-americanos. O comandante do Comando Norte dos Estados Unidos é nomeado pelo presidente dos Estados Unidos e deve ser confirmado pelo Senado dos Estados Unidos. O comandante do Comando Norte normalmente serve por dois anos.
A Lei de Autorização de Defesa Nacional de 2008 estipula que pelo menos um vice-comandante do USNORTHCOM deve ser um oficial general da Guarda Nacional, a menos que o comandante já seja um oficial desse tipo.
| Nº | Retrato | Nome                      | Início do mandato      | Fim do mandato         | Duração           | Ramo das forças armadas |
| -- | ------- | ------------------------- | ---------------------- | ---------------------- | ----------------- | ----------------------- |
| 1  |         | Ralph E. Eberhart         | 22 de outubro de 2002  | 5 de novembro de 2004  | 2 anos e 14 dias  | Força Aérea             |
| 2  |         | Timothy J. Keating        | 5 de novembro de 2004  | 23 de março de 2007    | 2 anos e 138 dias | Marinha                 |
| 3  |         | Victor E. Renuart Jr.     | 23 de março de 2007    | 19 de maio de 2010     | 3 anos e 57 dias  | Força Aérea             |
| 4  |         | James A. Winnefeld Jr.    | 19 de maio de 2010     | 3 de agosto de 2011    | 1 ano e 76 dias   | Marinha                 |
| 5  |         | Charles H. Jacoby Jr.     | 3 de agosto de 2011    | 5 de dezembro de 2014  | 3 anos e 124 dias | Exército                |
| 6  |         | William E. Gortney        | 5 de dezembro de 2014  | 13 de maio de 2016     | 1 ano e 160 dias  | Marinha                 |
| 7  |         | Lori J. Robinson          | 13 de maio de 2016     | 24 de maio de 2018     | 2 anos e 11 dias  | Força Aérea             |
| 8  |         | Terrence J. O'Shaughnessy | 24 de maio de 2018     | 20 de agosto de 2020   | 2 anos e 73 dias  | Força Aérea             |
| 9  |         | Glen D. VanHerck          | 20 de agosto de 2020   | 5 de fevereiro de 2024 | 3 anos e 169 dias | Força Aérea             |
| 10 |         | Gregory M. Guillot        | 5 de fevereiro de 2024 | —                      | —                 | Força Aérea             |

## Planejamento e estratégia
O Comando Norte criou vários “planos conceituais” confidenciais (por exemplo, “Apoio de Defesa às Autoridades Civis”) que se destinam a abordar os 15 Cenários de Planejamento Nacional aos quais o NORTHCOM deve estar preparado para responder.
No entanto, em 2012, o GAO constatou que a estratégia nacional para defender os Estados Unidos está desatualizada há vários anos.
Em 20 de janeiro de 2025, o presidente Donald Trump emitiu uma ordem executiva instruindo o secretário de Defesa a dar ao Comando Norte a missão de “selar as fronteiras e manter a soberania, a integridade territorial e a segurança dos Estados Unidos”, exigindo que o secretário de Defesa revisasse o Plano de Comando Unificado dentro de 10 dias e que o comandante do Comando Norte dos Estados Unidos apresentasse um plano dentro de 30 dias sobre como o NORTHCOM alcançaria essa missão.

## Operações domésticas e treinamento
O NORTHCOM opera extensas operações de inteligência doméstica que compartilham e recebem informações de agências locais, estaduais e federais de aplicação da lei. Funcionários do Federal Bureau of Investigation (FBI), da Agência Central de Inteligência (CIA), da Agência de Segurança Nacional (NSA), da Agência de Inteligência de Defesa (DIA), da Agência Nacional de Informação Geoespacial (NGA) e de outras agências mantêm escritórios no NORTHCOM e recebem briefings diários de inteligência. O total de 14 agências com representantes no NORTHCOM em dezembro de 2002 incluía o Departamento de Estado, a NASA e a Administração Federal de Aviação.
O Comando Norte concluiu vários exercícios de treinamento conjunto com agências locais, estaduais e federais de aplicação da lei, o Departamento de Segurança Interna e a Agência Federal de Gestão de Emergências (FEMA).
No Exercício Vigilant Shield 2008, o Comando Norte, o Comando do Pacífico, o Departamento de Segurança Interna e várias agências policiais dos Estados Unidos realizaram exercícios para testar suas “capacidades de resposta contra uma variedade de ameaças potenciais”.
Em janeiro de 2025, o Comando Norte ativou unidades da polícia militar e de engenheiros de combate do Exército e do Corpo de Fuzileiros Navais para apoiar a Alfândega e Proteção de Fronteiras dos EUA na fronteira sul dos Estados Unidos. Em março de 2025, a recém-formada Força-Tarefa Conjunta da Fronteira Sul, sediada no quartel-general da 10ª Divisão de Montanha, assumiu o controle da operação ao longo da fronteira entre o México e os Estados Unidos, para supervisionar as forças conjuntas e servir como comando terrestre do NORTHCOM para a missão, que envolve cerca de 10.000 militares.

## Legislação relacionada
A Lei Posse Comitatus de 1878 e a política subsequente do Departamento de Defesa restringem qualquer membro do Exército, da Força Aérea, da Marinha ou do Corpo de Fuzileiros Navais dos Estados Unidos, bem como da Guarda Nacional sob autoridade federal, de intervir internamente em funções de aplicação da lei em solo americano. Várias exceções à lei foram utilizadas no passado, incluindo a proteção dos direitos constitucionais dos cidadãos na ausência de assistência estadual e/ou local, como a proteção dos nove estudantes de Little Rock, Arkansas, em 1957, e o uso da Lei de Insurreição para reprimir distúrbios civis, como os distúrbios de Los Angeles em 1992.
A Lei das Comissões Militares de 2006 levantou muitas restrições impostas às forças armadas para apoiar autoridades não militares pela Lei Posse Comitatus, no entanto, a Suprema Corte dos Estados Unidos decidiu em junho de 2008 que partes significativas da MCA eram inconstitucionais. A “Lei de Autorização de Defesa John Warner de 2007” H.R. 5122 (2006) efetivamente anulou os limites da Lei de Insurreição quando foi aprovada; no entanto, a lei foi alterada em 2008.
Em 1º de outubro de 2008, a 1ª Brigada de Combate da 3ª Divisão de Infantaria foi designada para o Comando Norte dos Estados Unidos, marcando a primeira vez que uma unidade ativa recebeu uma designação específica para o Comando Norte dos Estados Unidos. A força será conhecida durante o primeiro ano como Força de Resposta para Gerenciamento de Consequências CBRNE e atuará como uma força de resposta federal de plantão para ataques terroristas e outras emergências e desastres naturais ou causados pelo homem.

## Links externos
- Comando Norte dos Estados Unidos